# Condamineeae
Condamineeae es una tribu de plantas perteneciente a la familia Rubiaceae.

## Géneros
Géneros según Wikispecies
- Chimarrhis - Pinckneya - Pogonopus[1]

Géneros según NCBI
- Alseis - Calycophyllum - Capirona - Chimarrhis - Condaminea - Dioicodendron - Dolichodelphys - Dolicholobium - Mussaendopsis - Parachimarrhis - Picardaea - Pinckneya - Pogonopus - Rustia - Wittmackanthus[2]

Géneros según GRIN
- Alseis - Bathysa - Calycophyllum - Capirona - Chimarrhis - Condaminea - Dioicodendron - Dolichodelphys - Elaeagia - Emmenopterys - Ferdinandusa - Hippotis - Macbrideina - Mussaendopsis - Parachimarrhis - Pentagonia - Picardaea - Pinckneya - Pogonopus - Rustia - Simira - Sommera - Warszewiczia - Wittmackanthus[3]